# Naamconflict Syrische christenen
Het naamconflict van de Syrische christenen is een geschil tussen verschillende aanhangers van het Syrisch christendom en sprekers van de Syrische taal. In het verleden stonden zij in de eigen taal bekend als één bevolkingsgroep: de Suryoye. Om politieke en religieuze redenen zijn zij tegenwoordig echter voorstander van andere termen voor de etnische zelfidentificatie. In het Nederlands ontbreekt er een alternatief woord voor de christelijke Syriërs. Daarom pleit elke fractie voor haar eigen identiteit in het Nederlands, wat voor veel verwarring kan zorgen. Het zijn vooral de jongere mannen die zich bezig houden met dit conflict, vrouwen en oudere mannen laten dit in het algemeen meer aan zich voorbij gaan.
De namen die de Syrische christenen als zelfidentificatie gebruiken zijn:
- Arameeërs, naar de oude Arameeërs van het Aramese Rijk (bepleit door aanhangers van de Syrisch-Orthodoxe Kerk van Antiochië en aanhangers van de Syrisch-Katholieke Kerk, de Maronitische Kerk en de Chaldeeuws-Katholieke Kerk.)
- Assyriërs, naar de oude Assyriërs van het Assyrische Rijk (bepleit door aanhangers van de Assyrische Kerk van het Oosten en aanhangers van de Syrisch-Orthodoxe Kerk van Antiochië).
- Chaldeeërs, naar de oude Chaldeeërs van Chaldea (bepleit door aanhangers van de Chaldeeuws-Katholieke Kerk).
- Suryoye of Syriërs, naar de tot het christendom bekeerde Arameeërs of Assyriërs aan het begin van de jaartelling. Wordt ook wel in combinatie met Assyriër of Arameeër gebruikt (bepleit door aanhangers van de Syrisch-Orthodoxe Kerk, de Syrisch-Katholieke kerk en de Maronitische Kerk).
- Feniciërs, naar het oude Fenicië (bepleit door enkele maronieten en melkieten in Libanon).[bron?]

Het grootste conflict draait echter om de benamingen Aramees en Assyrisch. Zij beschouwen zich als afstammelingen van de Assyriërs enerzijds en de Arameeërs anderzijds. De benaming Suryoyo wordt door een groep vaak gezien als de neutrale vorm van zelfidentificatie. Bij het hedendaags gebruik van Syriër, Assyriër of Arameeër moet men daarom denken aan een en hetzelfde volk.

## Het conflict

Ontwikkeling van het Syrisch in het Midden-Oosten

### Geschiedenis
Het Syrisch christendom werd gesticht door de Syrisch sprekende bevolking in Noord-Mesopotamië tussen de eerste en de vijfde eeuw na Chr. Het gebied wordt de bakermat van het christelijk geloof genoemd. Het geloof werd in een vroeg stadium verdeeld in het nestorianisme en het miafysitisme. De historische Nederlandse term voor de Suryoye is Syriërs (zoals in Efrem de Syriër). In het Engels werd hiervoor de term Syrians gehanteerd. 
Het terminologische probleem gaat terug tot de kolonisatie van het Midden-Oosten. Door de onafhankelijkheid van de Arabische republiek Syrië in 1946 werden de inwoners van het land namelijk automatisch als Syriërs of Syrians gezien, ongeacht etniciteit. Ook het bijvoeglijk naamwoord Syrisch werd gerelateerd aan dit onafhankelijke Arabische land. De naam Syrië zou afgeleid zijn van de oude Griekse naam voor Syriërs, Σύριοι (Syrioi), die de Grieken zonder onderscheid toepasten op de Arameeërs en Assyriërs.
Voor de "oorspronkelijke" Syriërs was er hierdoor een leemte ontstaan in identificatie.
Het volk wist niet meer hoe of wat het zich moest noemen in andere talen dan het Syrisch en het Arabisch, dus werden oorsprongstheorieën uit de kast gehaald om het volk te identificeren naar de buitenwereld toe.  Zij wilden zich immers niet identificeren als Arabieren.
De controverse is echter niet beperkt tot exoniemen zoals het Nederlandse Assyriër en Arameeër, maar betreft ook de zelfidentificatie in de eigen taal, het Syrisch. De Westerse Syriërs gebruiken in eigen taal grotendeels Suryoye gebruiken en de Oosterse Syriërs Suraye. Het conflict is minimaal is eigen taal.

## Identificatie
De Syrische christenen houden vol, dat zij afstammen van Assur en Aram, de zonen van Sem, de zoon van Noach. De smeltkroes van de volkeren in het Midden-Oosten heeft vaak geleid tot spraak- en begripsverwarring onder het volk.

### Assyrische identiteit
De Assyrische identiteit heerst sterk onder leden van de Assyrische kerk en onder enkelen van de Syrisch-Orthodoxe Kerk. Het grootste deel van de "Assyrische fractie" erkent in het Nederlands zowel de termen Assyrisch en Suryoye, maar prefereren de term Assyrisch. Een deel erkent enkel de aanduiding Assyrisch.
Het Assyrianisme ontstond in de 19e tot begin 20e eeuw. Om meer en meer een nadruk te leggen op de identificatie met de Oude Assyriërs, werd in de jaren van 1950 een officiële Assyrische kalender in gebruik genomen, waarbij als starttijd het jaar 4750 voor Christus werd gehanteerd. Dit is de vermeende datum van de stichting van de stad Assur. In 1968 werd de Assyrische vlag geïntroduceerd. Daarnaast geloven Assyriërs in een nieuw Assyrië vanwege Jesaja 19:19-25:
Op die dag zal er een weg lopen van Egypte naar Assyrië. Dan zullen de Assyriërs naar Egypte komen en de Egyptenaren naar Assyrië, en samen zullen zij de HEER dienen. Op die dag zal Israël zich als derde bij Egypte en Assyrië voegen, tot zegen voor de hele wereld. Want de HEER van de hemelse machten zal hen zegenen met de woorden: 'Gezegend is Egypte, mijn volk, en Assyrië, werk van mijn handen, en Israël, mijn bezit.' (NBV)

### Aramese identiteit
De Aramese identiteit is een vorm van de Syrische identiteit, maar legt een nadruk op de Aramese. Het grootste deel van de "Aramese fractie" erkent in het Nederlands de termen Aramees en, in combinatie met het Aramees, ook de term Syrisch/Suryoye. Zij prefereren echter de term Aramees. Een klein deel erkent daarentegen alleen Aramees.
De Aramese identiteit begon sterk te heersen tijdens de massale immigratie van de Syriërs naar Europa in de jaren 70 en 80 van de 20ste eeuw. In de eigen taal worden de termen Aramees en Suryoye geaccepteerd, ook in combinatie met elkaar.
Zij identificeren zich dan als Aramees of Syrisch-Aramees. Zij gebruiken echter het woord Syrisch niet zonder de combinatie met het Aramees, vanwege de verwarring met het huidige Syrië. De "Aramese fractie" legt vaak de nadruk op de vernietiging van het Neo-Assyrische Rijk, met name in de woorden van de profeet Nahum en zijn beschrijving van de val van Nineve. Dit doen zij om aan te tonen dat Assyriërs niet meer bestaan en dat het volk dus in werkelijkheid van een Aramese oorsprong is.

### Syrische/Suryoye-identiteit
De Syrische identiteit ligt ingewikkelder. Een deel van de Syrische identiteit erkent de wortels van het volk met de oude Arameeërs, maar prefereert de benaming Syrisch (of in de eigen taal Suryoye). Omdat een deel van de oude Arameeërs zich bekeerde tot het christendom en zich daarom Syriër is gaan noemen, wil de "Syrische fractie" zich niet meer identificeren als heidense Arameeërs. Een ander deel van de Syrische fractie erkent echter de wortels met de oude Assyriërs. De benaming Suryoye wordt weliswaar door zowel de Assyrische als de Aramese fractie gebruikt, echter wordt de term veelal gezien als een neutrale vorm tussen Assyrisch en Aramees.

### Chaldeeuwse identiteit
De Chaldeeuws-Katholieke Kerk ontstond als afsplitsing van de Assyrische Kerk (destijds Nestoriaanse Kerk) in 1553. De patriarch droeg destijds de titel "Patriarch van Mosul en Assur". De term "Chaldeeuws" dateert van 1830 en werd gekozen om zich te onderscheiden van de aanhangers van de Assyrische Kerk. Zij accepteren daarom de term "Assyrisch" ook niet.

### Fenicische identiteit
De Fenicische identiteit is waarschijnlijk de kleinste en meest onbekende fractie binnen het naamconflict. De term wordt dan ook slechts door enkele aanhangers van de Maronitische Kerk in Libanon gebruikt als zelfidentificatie.

## Standpunten

### Historische standpunten
Historische auteurs tonen zich bewust dat de Syriërs wortels hebben bij de oude Arameeërs, zonder echter "Aramees" als benaming te gebruiken.
- Strabo (1e eeuw voor Chr.) schreef: "Het volk dat wij Syriërs noemen wordt door de Syriërs zelf Arameeërs genoemd."[17]
- Posidonius (1e eeuw voor Chr.) schreef: "Het volk dat wij, de Grieken, Syriërs noemen, noemt zichzelf Arameeërs."[18]
- Josephus Flavius (1e eeuw) schreef: "Aram had de Arameeërs, die door Grieken Syriërs genoemd werden."[19]
- Eusebius van Caesarea (3e eeuw voor Chr.) schreef: "... en van Aram de Arameeërs die Syriërs worden genoemd."[20]
- Herodotus (5e eeuw voor Chr.) schreef: "Deze mensen, die de Grieken Syriërs noemen, worden Assyriërs genoemd door de barbaren."[21]
- Michaël de Grote (12e eeuw) schreef in zijn kroniek: "De koninkrijken, die in de oudheid gevestigd zijn door ons ras, (die van) de Arameeërs, namelijk de nakomelingen van Aram, die Syriërs werden genoemd."[22]
- Theodor Mommsen (1902) schreef: "... de geschiedenis van de Aramese of Syrische natie die de oostkust omvatte en zich uitstrekte tot aan de binnenlanden van Azië tot aan Eufraat en Tigris."[23]

### Hedendaagse standpunten
- De voormalige Syrisch-orthodoxe patriarch Ignatius Zakka Iwas bracht naar voren dat de Syriërs/Suryoye afstammen van de oude Arameeërs.[24]
- De voormalige patriarch van de Chaldeeuws-Katholieke Kerk, Emmanuel III Delly, bracht naar voren in een interview dat de Assyriërs, Chaldeeërs en Arameeërs één volk zijn; de Arameeërs.[25]
- De voormalige patriarch van de Chaldeeuws-Katholieke Kerk, Raphael I Bidawid, schiep enige controverse toen hij verklaarde dat "Chaldeeuws" een religieuze benaming was en geen etnische.[26]
- Assyrioloog Simo Parpola pleit voor de gemeenschappelijke etnische identificatie van Assyriërs. Dit baseert hij op zijn eigen stelling dat de Arameessprekende volkeren van het Midden-Oosten zich hebben geïdentificeerd als de Assyriërs uit de oudheid. Tevens stelt Parpola dat de benamingen "Suryoyo" of "Suroyo", afgeleid zijn van het woord "Assyriërs" (Asuroyo).[27]
- Syroloog Sebastian Brock stelt daarentegen dat de huidige Syrische christenen los staan van de oude Assyriërs, maar dat zij de term Assyriërs sinds 150 jaar zijn gaan gebruiken. Hij stelt verder dat de identiteit van de gemeenschap van een Aramese afkomst is en dat de naam Assyrisch "het oude en rijke culturele erfgoed van de oude Arameeërs negeert en dat de Syrische kerken de legitieme erfgenamen daarvan zijn."[28]
- In 1976 doopte de Oost-Syrische of Nestoriaanse kerk zich officieel om tot de Assyrische Kerk van het Oosten. De leden van de kerk werden hierdoor Assyrisch genoemd.[29]
- De huidige Syrisch-orthodoxe patriarch Ignatius Afrem Karim hanteert de benaming Syriërs alsmede Arameeërs.[30]
- Bij de synode van 1981 keurde de Syrisch-Orthodoxe Kerk de benamingen Assyriër en Arameeër af en stelde dat de Kerk, de taal en het volk als Syrisch (Suryoyo) bestempeld moet worden.[31]
- J.M. Fiey schrijft in Assyriens? Ou Araméens? uit 1965 dat alle Suryoye afstammen van de Arameeërs.[32]
- B. Knutsson schrijft in Assur eller Aram: språklig, religiös och nationell identifikation hos Sveriges assyrier och syrianer uit 1982 dat alle Suryoye afstammen van de Arameeërs.[33]
- J. Joseph schrijft in The modern Assyrians of the Middle-East: Encounters with Western Christian Missions, Archaeologists, and Colonial Power uit 2000 dat alle Suryoye afstammen van de Arameeërs.[34]
- J. Messo schrijft in Arameans and the making of ‘Assyrians’: The Last Aramaic-speaking Christians of the Middle-East uit 2017 dat alle Suryoye afstammen van de Arameeërs.[35]
- A.M. Butts schrijft in Assyrian Christians uit 2017 dat alle Suryoye afstammen van de Arameeërs.[36]
- P. Crone & M. Cook schreef in 1977: The Suryoye (Syriacs) of Nestorian Iraq quite frequently speak of themselves and their language as Aramean.[37]
- P. Crone schreef in 1997: We take it for granted that they got the modern Assyrian label from the West and Proceeded to reinvent themselves. Ofcourse the Nestorians were Arameans. [38]

## Problemen en oplossingen
In de loop der jaren zijn er met name in Zweden en Duitsland - daar wonen grote groepen Syriërs - problemen ontstaan tussen de "Aramese fractie" en de "Assyrische fractie". Deze problemen varieerden van vechtpartijen tot rellen.
Mogelijke oplossingen voor het conflict zijn er niet of nauwelijks geweest. Wel worden de identificaties samen gebruikt om aan het volk te refereren. Zo wordt het volk ook wel aangeduid als het Syrisch/Assyrisch/Chaldeeuwse volk, om de eenheid, ondanks de vele benamingen, te benadrukken. Veel mensen zijn het hier echter niet mee eens en zijn van mening dat het gebruik hiervan de identiteit van het volk verloochent.
Internationale organisaties zoals de European Syriac Union (ESU), proberen wel enigszins een eenheid onder het volk te vormen. Dit gebeurt echter onder de benaming "Syriac", wat niet altijd gewaardeerd wordt. Andere organisaties zoals de Assyrische Democratische Organisatie en de Aramese Democratische Organisatie vertegenwoordigen enkel de Assyrische en-/of Aramese fracties.
In verschillende landen zijn er alternatieve woorden geïntroduceerd om de verwarring van het woord "Syrisch" met het land Syrië te voorkomen.
- In het Engels werd de term "Syriac" in de jaren 80 door de Syriac Universal Alliance geïntroduceerd. In 2000 nam de Syrisch-Orthodoxe Kerk dit over en besloot dat de officiële naam in het Engels moet zijn: Syriac Orthodox Church.[42]
- In Zweden wordt de term "syrianer"[43] gebruikt om zich te onderscheiden van de Syriërs (inwoners uit Syrië).
- In Duitsland, Zwitserland en Oostenrijk wordt de benaming "Aramäer" op grote schaal gebruikt als synoniem voor Syriër/Suryoye.[44][45]
- In België en Frankrijk wordt de termen "Araméen" als synoniem voor Suryoyo gebruikt.[46][47]
- In het Arabisch kende men al een onderscheid tussen de inwoners uit Syrië en de Syrische christenen. Zo wordt een inwoner uit Syrië een "Soeri" genoemd, terwijl een Syrische christen een "Siryani" wordt genoemd. Het Turks gebruikt hiervoor het woord "Süryani".[48]